# Dennis Walsh
Dennis Gerard Walsh (ur. 16 lipca 1965 w Limie) – amerykański duchowny katolicki, biskup Davenport od 2024.

## Życiorys
27 maja 1992 otrzymał święcenia kapłańskie w Zgromadzeniu Najświętszego Odkupiciela. Pracował jako wikariusz w Baltimore i w Nowym Jorku, a w latach 1998–2002 był wikariuszem w Sandusky. 19 lipca 2000 został inkardynowany do diecezji Toledo. Od 2002 kierował kilkoma parafiami diecezji (m.in. w Defiance i w Delphos).
25 czerwca 2024 papież Franciszek mianował go biskupem diecezji Davenport. Sakry udzielił mu 27 września 2024 metropolita Dubuque – arcybiskup Thomas Zinkula.  